# Shaye Saint John
Shaye Saint John è un personaggio immaginario e un progetto artistico che appare in una serie di cortometraggi surrealisti e di tipo camp. Saint John, creata da Eric Fournier, è stata descritta con un passato in cui si afferma che era una top model sfigurata in un incidente d'auto, che ha ricostruito il suo corpo con una collezione di parti di manichino.

## Shaye Saint John
Il personaggio di Shaye Saint John è descritto come una "modella", ed è mostrata nei video mentre indossa una maschera di plastica, una serie di parrucche e vestiti e manipola mani di legno su bastoni. Viene descritta come colpita da un treno che le ha causato la perdita di braccia e gambe. Invece di usare protesi, ha aggiunto parti di manichino al viso e ha aggiunto mani di legno in modo che nessuno potesse vedere le sue mani gravemente deformate. Saint John indossa una serie di maschere durante i suoi video, presumibilmente perché non vuole che nessuno veda il suo vero aspetto. Il creatore Eric Fournier afferma "È davvero brutta, ecco perché indossa la maschera".
Nel 2003, il personaggio ha aperto un blog su LiveJournal. Un canale YouTube chiamato Elastic Spastic Plastic Fantastic è stato creato il 30 agosto 2006 e ha caricato tutti i 56 video di "Shaye" nel 2006-2007. Il canale ufficiale è stato interrotto e cancellato il 22 dicembre 2017.

## Eric Fournier
Eric Fournier è nato a Bloomington, Indiana nel 1967. Negli anni '90, Fournier era un membro dei gruppi punk The Blood Farmers e Skelegore quando iniziò a lavorare al primo film di Shaye Saint John, Stumpwater Salad. Nel 2006, ha confezionato 30 dei video insieme su un DVD intitolato The Triggers Compilation di cui è stato accreditato come regista, scrittore, montatore e produttore.
Il 25 febbraio 2010, Fournier è morto, all'età di 43 anni, in un ospedale di Palm Springs per emorragia interna indotta da alcolismo.

## Eric and Shaye
Il regista Larry Wessel ha avviato una campagna Kickstarter per un film documentario su Shaye Saint John e la vita personale del creatore del personaggio Eric Fournier, intitolato Eric e Shaye. Il documentario è stato presentato in anteprima nell'ottobre 2016.